# Rosyjska Prawosławna Cerkiew Staroobrzędowa

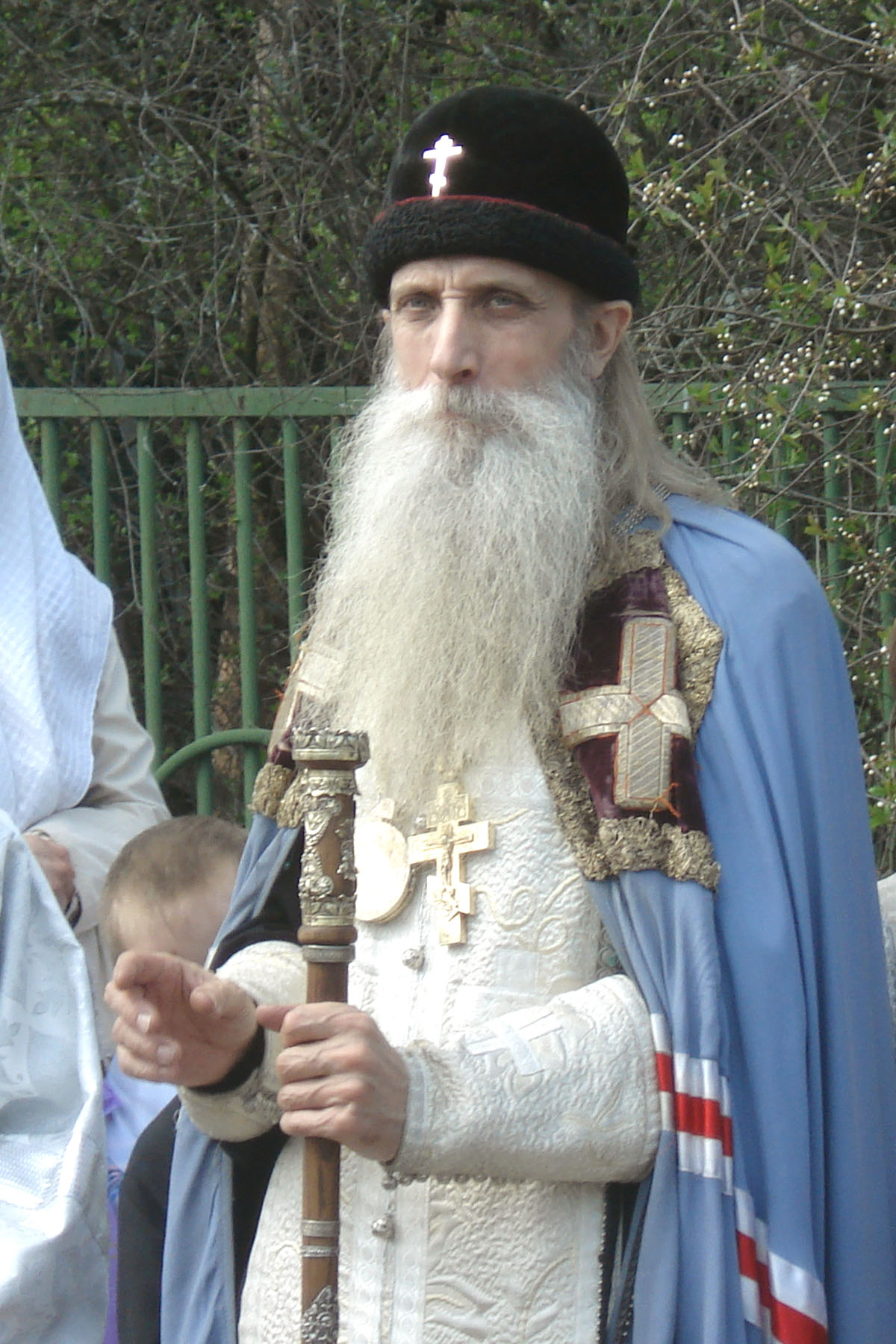
Kornili, metropolita Moskwy i Wszechrusi

Rosyjska Prawosławna Cerkiew Staroobrzędowa (ros. Русская Православная Старообрядческая Церковь) – jeden z dwóch Kościołów staroobrzędowych popowców działających na terenie Rosji.

## Nazwa
Od XVIII wieku do 1988 roku oficjalna nazwa Kościoła brzmiała Staroprawosławny Kościół Chrystusowy (ros. Древлеправославная Церковь Христова), dlatego też bywa często mylona z Rosyjskim Kościołem Staroprawosławnym (ros. Русская Древлеправославная Церковь) – m.in. z tego powodu zdecydowano się w 1988 roku na zmianę nazwy.
Rosyjska Prawosławna Cerkiew Staroobrzędowa jest obok Lipowiańskiej Chrześcijańskiej Cerkwi Starego Rytu jedną z dwóch organizacji wywodzącej się z tradycji hierarchii z Biłej Krynyci.
Zwierzchnik Kościoła nosi od 1988 roku tytuł metropolity moskiewskiego i całej Rusi. Od 2005 jest nim Korneliusz, wybrany 18 października 2005 roku przez Święty Sobór. Jego siedziba znajduje się na cmentarzu Rogożskim w Moskwie.

## Historia
Po śmierci władyki Pawła Kołomieńskiego, który jako jedyny z rosyjskich biskupów odrzucił reformy patriarchy Nikona, przez dwa wieki staroobrzędowcy nie posiadali własnej hierarchii. Dopiero w 1848 roku władyka Sarajewa i Bośni Ambroży przeszedł na ich stronę, wyświęcając w Biłej Krynyci dwóch biskupów: Cyryla (Timofiejewa) i Arkadiusza. Po wydaniu ukazu tolerancyjnego z kwietnia 1905 roku przez cara Mikołaja II również rosyjscy popowcy zaczęli podlegać hierarchii białokrynickiej.
W czasach ZSRR rosyjska cerkiew dawnego rytu była tak samo prześladowana jak inne wyznania chrześcijańskie - w okresie stalinowskim jedynym pozostającym na wolności władyką był Sawa z Kaługi, który w 1940 roku wyświęcił biskupa Samary i Ufy Irynarcha na władykę Moskwy. Swobodniej odetchnąć mógł Kościół dopiero po pierestrojce, kiedy stanął na jego czele metropolita Alipiusz (1988–2004), choć Cerkiew nie powróciła już do swojej wcześniejszej pozycji sprzed 1917 roku.

## Organizacja Kościoła

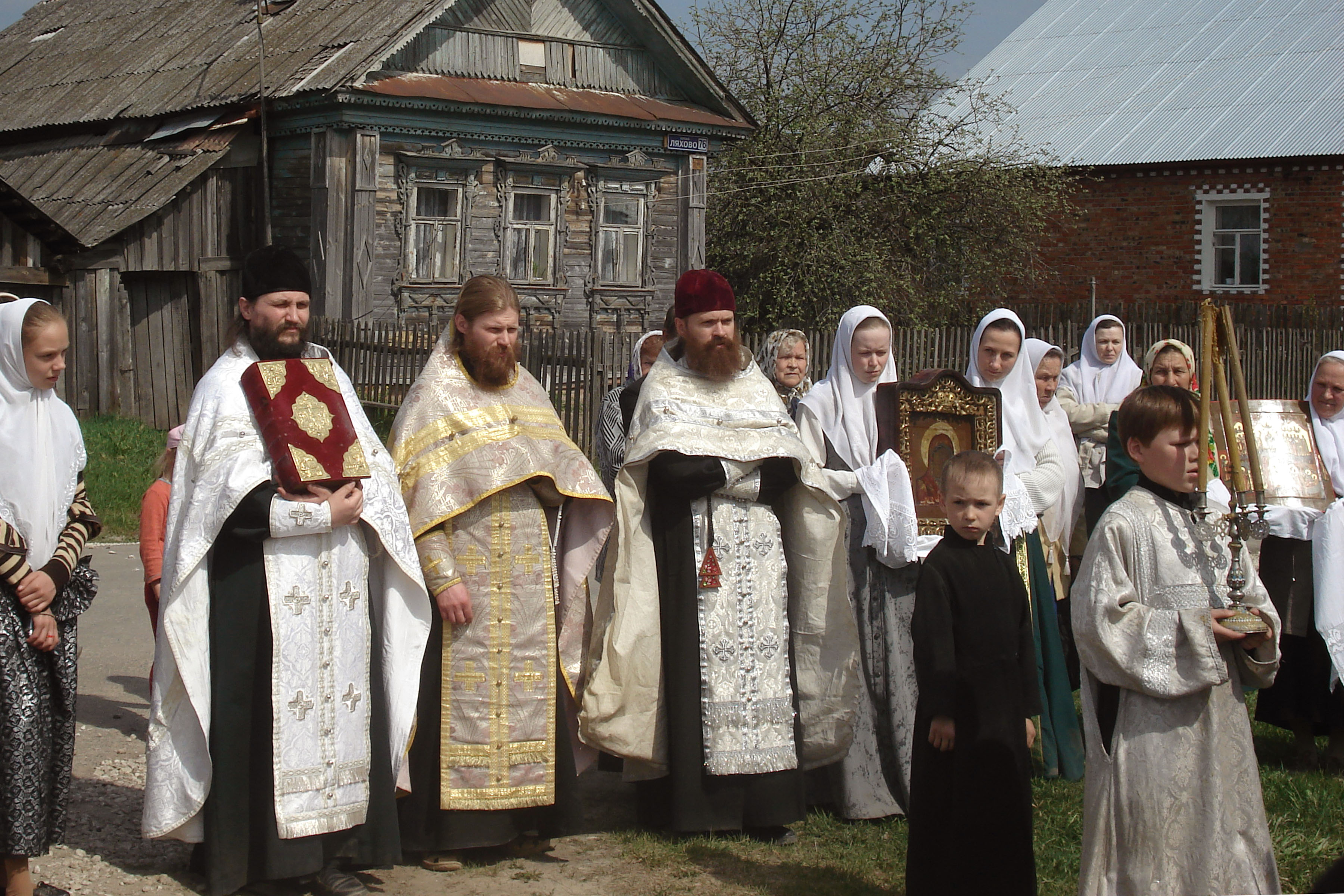
Te Deum we wsi Liachowo (Guslicy, rejon oriechowo-zujewski, obwód moskiewski).

Do cerkwi staroobrzędowej należy ok. 500 tys. Rosjan. Na jej czele stoi metropolita Moskwy i Wszechrusi wybierany przez Święty Sobór (Освященный Собор). W skład kościoła wchodzi 5 biskupstw i 250 parafii w Rosji, na Ukrainie, Białorusi i w Kazachstanie oraz 12 eparchii:
- Moskwa
- Kijów i Ukraina
- Kiszyniów i Mołdawia
- Nowosybirsk i Syberia
- Jarosław – Kostroma
- Sankt Petersburg – Twer
- Niżny Nowgorod i Włodzimierz nad Klaźmą
- Kazań i Wiatka
- Don i Kaukaz
- Ural i Daleki Wschód
- Augsburg (obejmuje RFN i państwa bałtyckie)

## Lista hierarchów
- na Węgrzech i w Rumunii (z siedzibą w Biłej Krynyci, po 1940 w Braile)

| Ambroży, Metropolita Biłej Krynyci                                                           | 28.10.1846 - 26.07.1848 († 30.10.1863) |
| Cyryl (Timofejew), Władyka Biłej Krynyci i Metropolita Wszystkich Prawosławnych Dawnego Rytu | 04.01.1849 - † 02.12.1873              |
| Atanazy (Makurow)                                                                            | 09.05.1874 - † 01.10.1905              |
| Makary                                                                                       | 10.09.1906- ?                          |
| Sylwan                                                                                       | 1936 - † ca. 1941                      |
| Innocenty (Usow)                                                                             | 1942                                   |
| Tichon (Kachalkin), Metropolita Biłej Krynyci                                                | 1943 - † 04.03.1968                    |
| Joazaf                                                                                       | 1972 - 1982 († 02.01.1985)             |
| Tymon (Gawriłow)                                                                             | 1985 - 21.08.1996                      |
| Leoncjusz (Izotow)                                                                           | 24.10.1996 - do chwili obecnej         |

- na terenie Rosji

| Sofroniusz, Władyka Symbirska                                                | 03.01.1849 - 1853                     |
| Antoni (Szutow), Władyka Włodzimierza 1853–1863; Władyka Moskwy i Wszechrusi | 1863 - † 1881                         |
| Sawwacjusz (Lewszyn)), Władyka Moskwy                                        | 10.10.1882 - 1898                     |
| Jan (Kartuszyn), Władyka Moskwy i Wszechrusi                                 | 16.10.1898 - † 24.04.1915             |
| Melecjusz (Kartuszyn), Władyka Moskwy i Wszechrusi                           | 30.08.1915 - † 1934                   |
| locum tenens: Wincenty (Nikitin), Władyka Kaukazu                            | 1934 - † 12.04.1938 (zm. w więzieniu) |
| Sawa, Władyka Kaługi, Smoleńska i Briańska                                   | †1943                                 |
| Irynarch (Parfienow), Władyka Moskwy i Wszechrusi                            | 1940 - † 07.03.1952                   |
| Flawian (Slesarjew)                                                          | 16.03.1952 - † 25.12.1960             |
| Józef (Morszakow)                                                            | 19.02.1961 - † 03.11.1970             |
| Nikodem (Łatyszew)                                                           | 24.10.1971 - † 11.02.1986             |
| locum tenens: Anastazy (Kononow)                                             | 14.02.1986 - † 09.04.1986             |
| locum tenens: Alipiusz (Gusiew), Władyka Klinców                             | 13.04.1986 - 06.07.1986               |
| Alipiusz (Gusiew)                                                            | 06.07.1986 - † 31.12.2003             |
| Adrian (Czetwiergow), Metropolita Moskwy i Wszechrusi                        | 09.02.2004 - † 10.08.2005             |
| locum tenens: Jan (Wituszkin), Władyka Kostromy i Jarosławia                 | 11.08.2005 - 18.10.2005               |
| Korneliusz (Titow)                                                           | 18.10.2005 - do chwili obecnej        |